# Boonsak Ponsana
Boonsak Ponsana (tailandês: บุญศักดิ์ พลสนะ - Banguecoque, 22 de fevereiro de 1982) é um jogador de badminton tailandês.
Sua irmã mais nova, Salakjit Ponsana, também faz parte da equipe de badminton da Tailândia. Eles fizeram parte da equipe mista da Tailândia que conquistou a medalha de ouro na Universíada de Banguecoque 2007.